# 浙江财富金融中心
30°14′39.6″N 120°12′21″E / 30.244333°N 120.20583°E

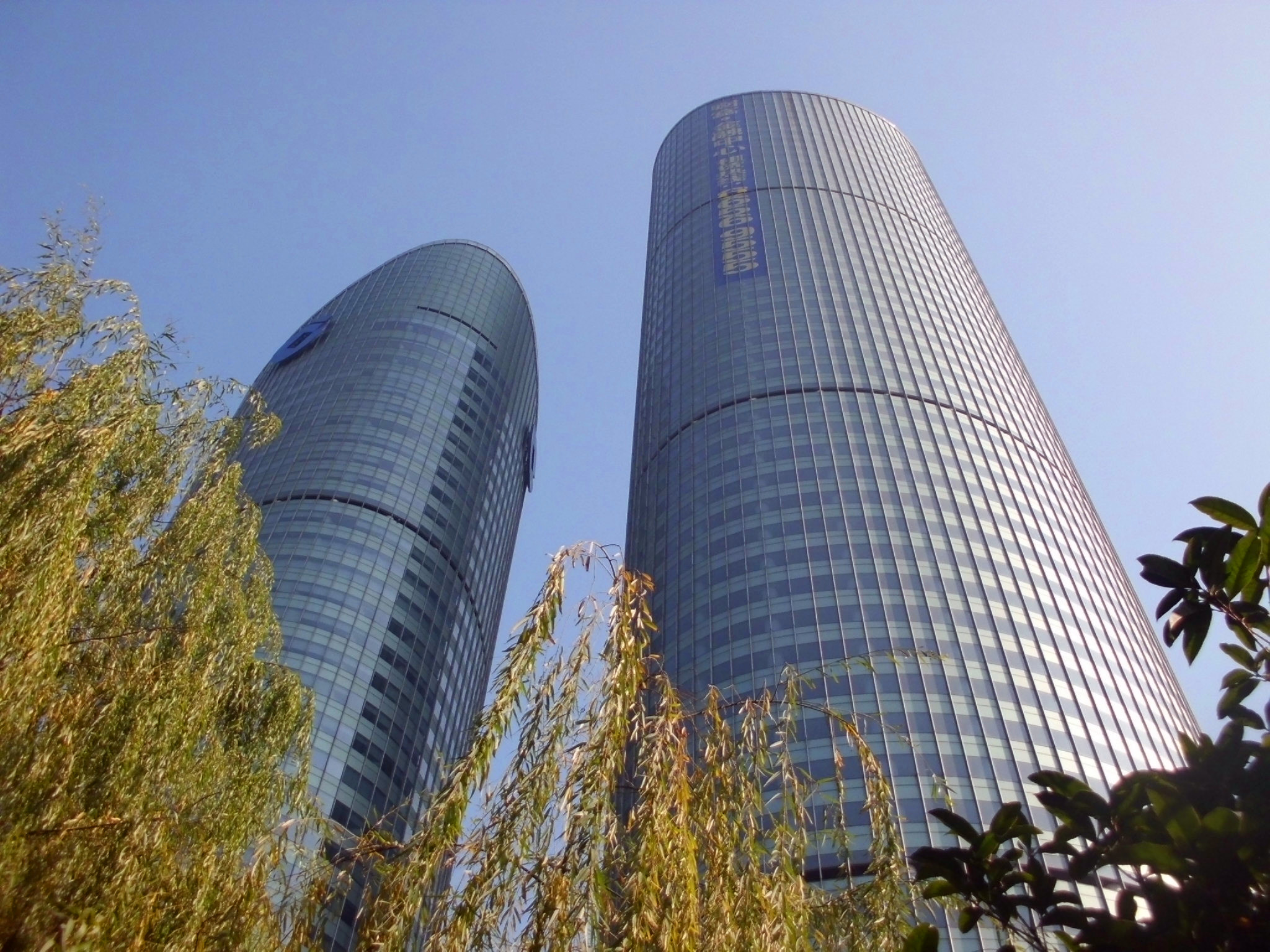
大楼

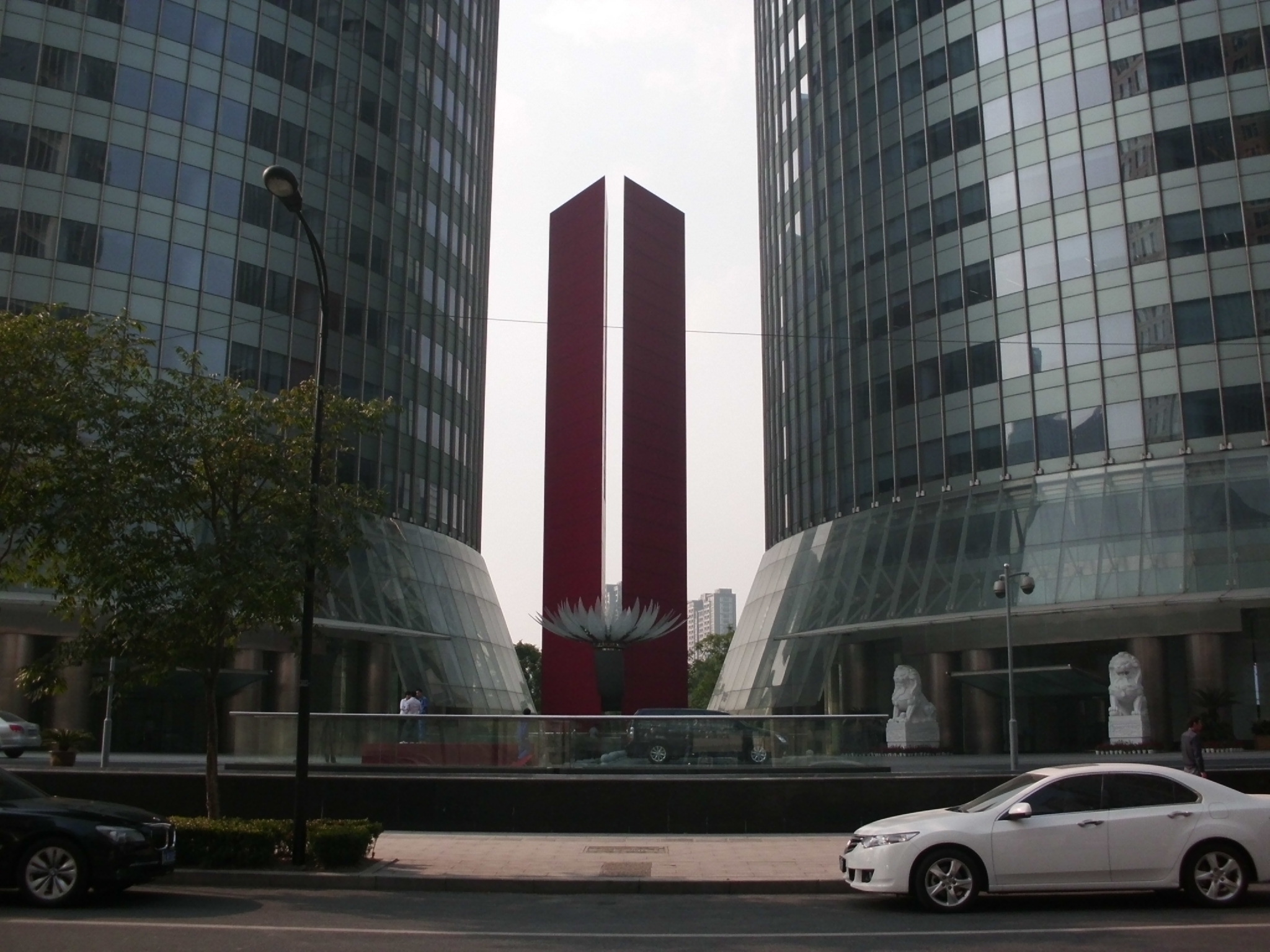
大楼入口

浙江财富金融中心是位于杭州市钱江新城的高层写字楼，由258米高、55层的西楼和188米高、37层的东楼组成。东临杭州国际会议中心和杭州大剧院，北望市民中心，与杭州高德置地广场隔富春路相望。开发商为浙江特福隆房地产开发有限公司，设计师为美国的约翰·波特曼。

## 简介
约翰·波特曼的设计方案于2005年6月完成并一举中标。四面临接富春路、解放东路、香樟街和五星路。
2007年7月17日开工，2011年11月15日竣工，设计使用年限50年，耗资20亿元，总建筑面积为21万平方米（其中地上面积17万，地下面积4万）。并设有一个大型地下停车库。
西楼与东楼的使用高度分别为212米和148米，均采用倾斜的屋顶，彼此表现出动态的雕塑感。两楼的顶部均设有直升机停机坪，用于商务活动或紧急事件。
浙江财富金融中心东楼为中国建设银行浙江省分行，雅高集团在浙江财富金融中心西楼的52-57层开设的杭州钱江新城美居酒店于2018年5月开业。
西楼曾是杭州已建成的最高建筑和大厦，直至2017年被落成的高279.7米的博地中心C楼（位于萧山钱江世纪城）超越。